# Морске-Око (озеро, Словакия)
Морске-Око (словац. Morské oko) — озеро естественного происхождения в горах Вигорлат на территории Словакии.
Образовалось в результате оползня горных пород. Простирается примерно на 775 метров в длину. Его наибольшая ширина 300 метров. Площадь составляет 0,13 км², с максимальной глубиной около 25 м.
С 1984 года является частью национального парка. В озере водится форель.

## Галерея

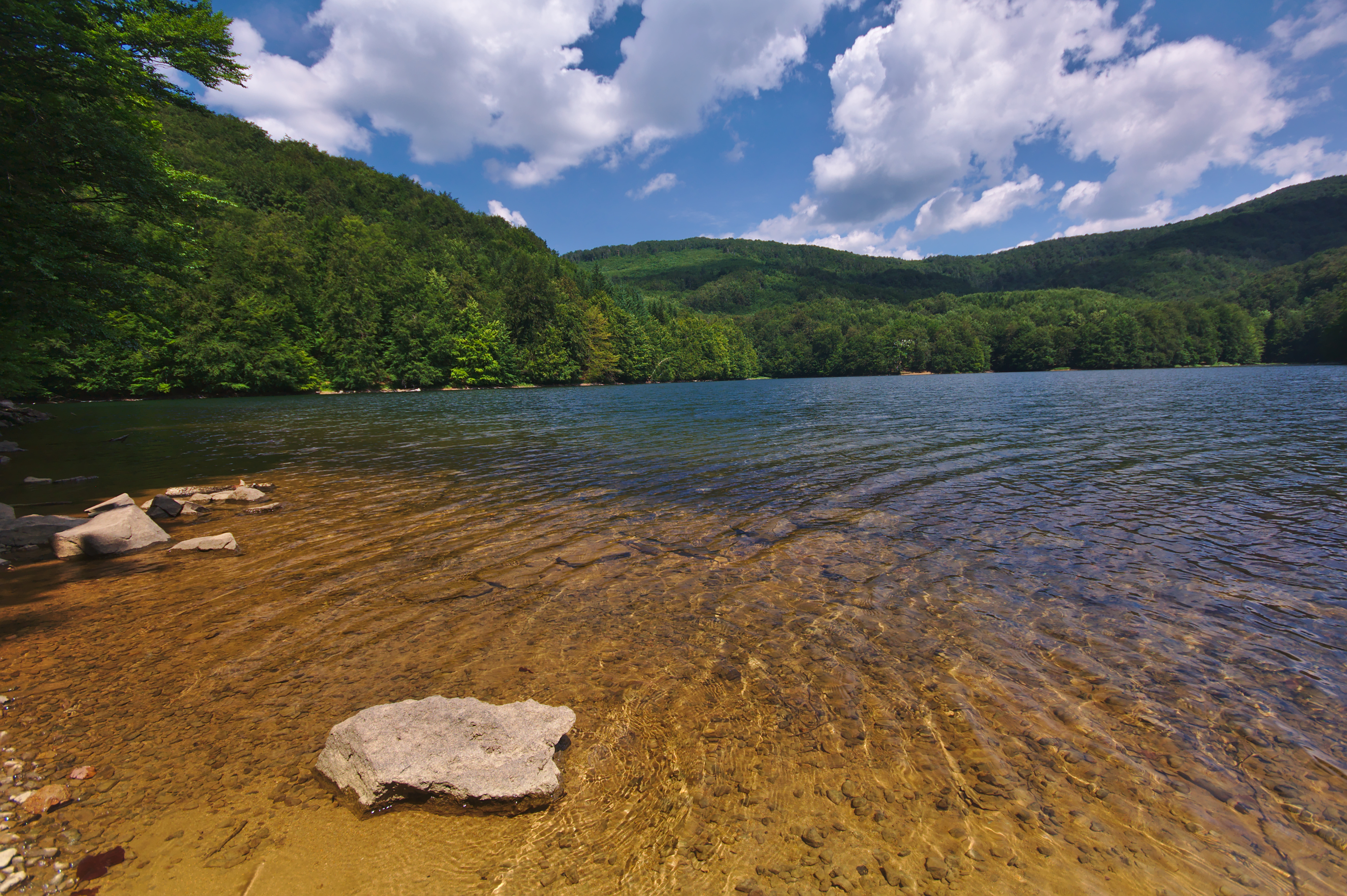
Морске-Око
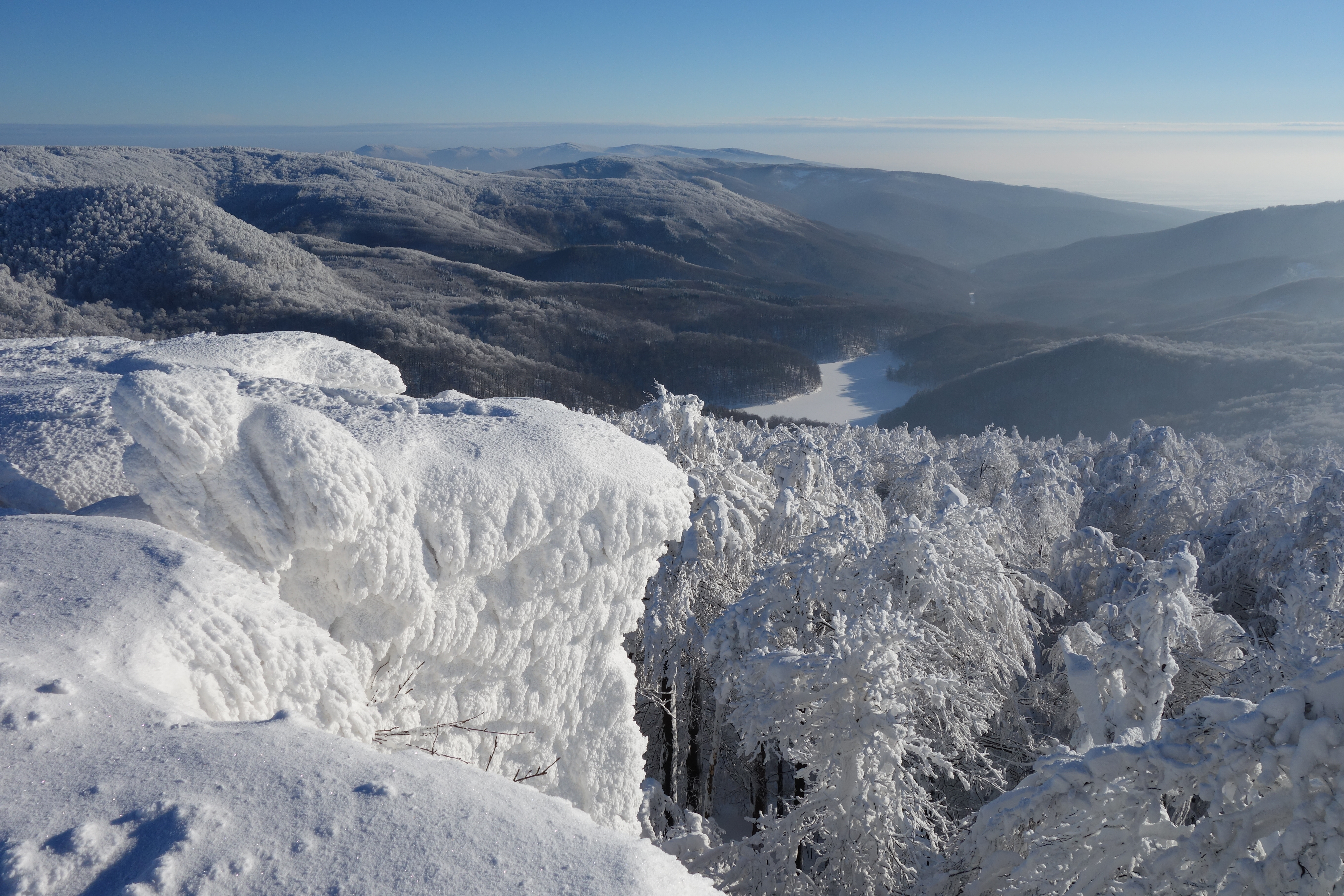
Вид с горы Снински-Камень на Морске-Око
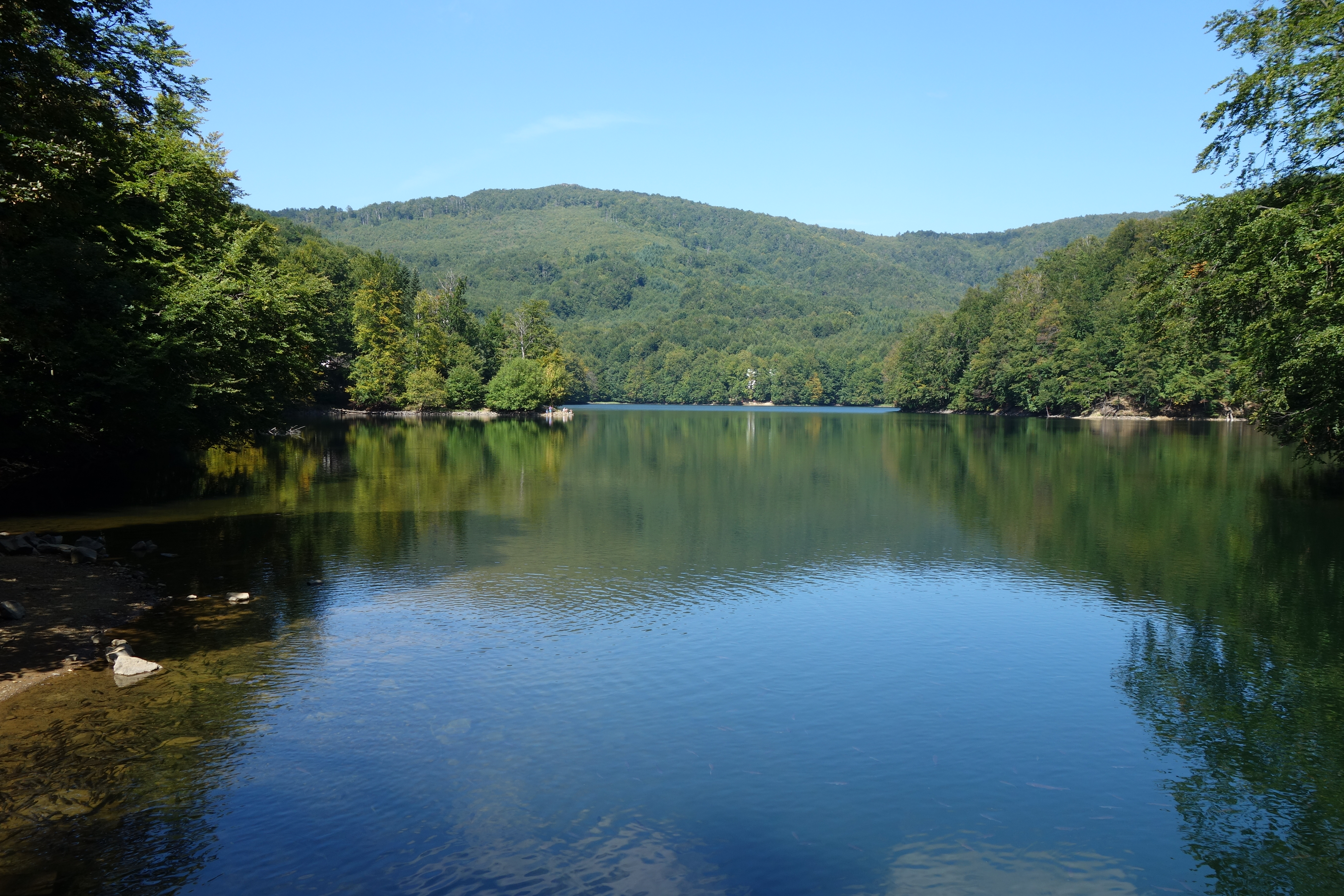
Морске-Око
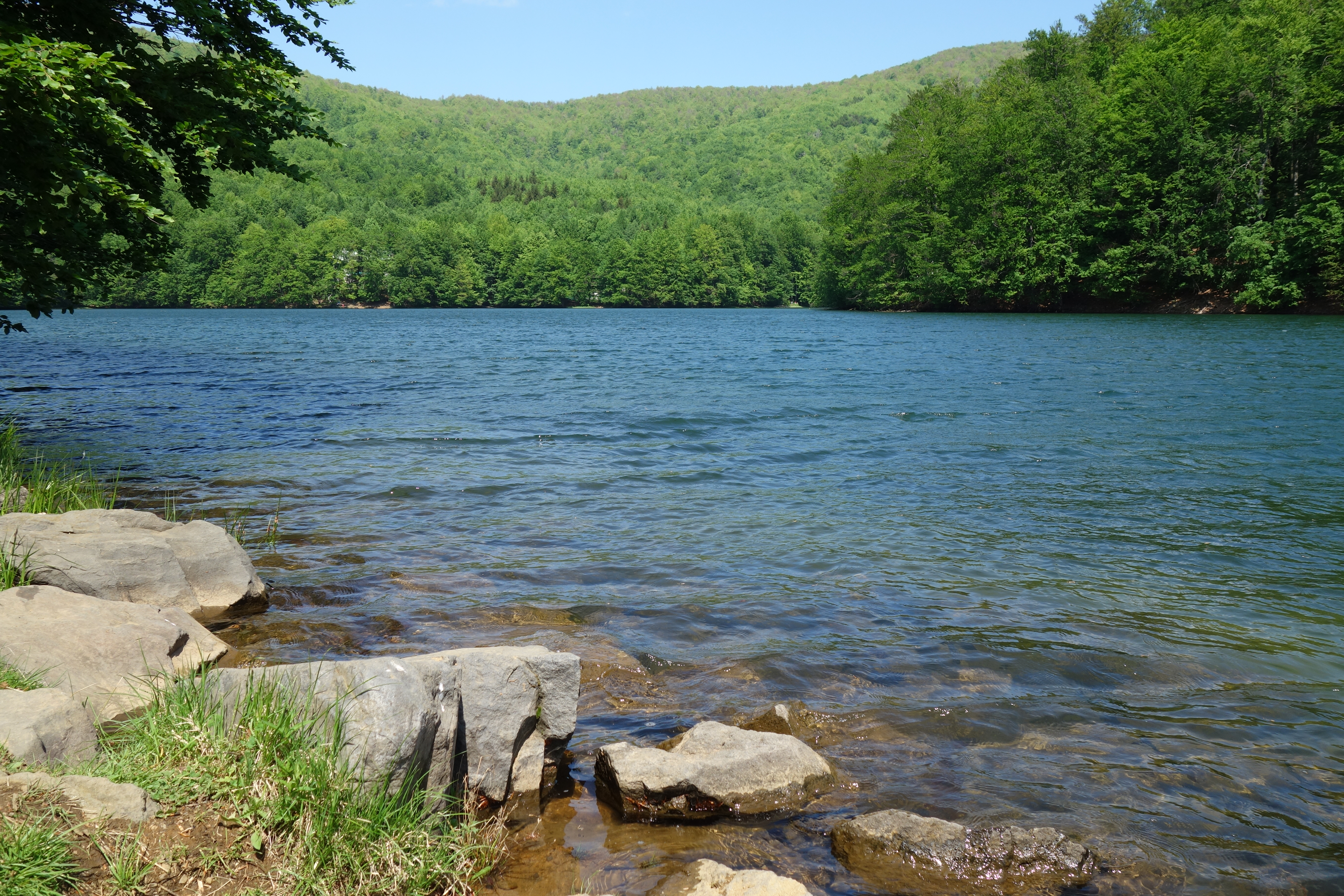
Морске-Око